# Estadio José Amalfitani
Estadio José Amalfitani is een multi-functioneel sportstadion in Buenos Aires, Argentinië. Het stadion heeft een capaciteit van 49.540 zitjes. Het werd gebouwd tussen 1941 en 1943 en officieel geopend op 11 april 1943. Het stadion werd gerenoveerd en de bezoekerscapaciteit werd uitgebreid in de aanloop naar het wereldkampioenschap voetbal 1978, waar het stadion een van de zes locaties van was. Het is de thuishaven van voetbalclub CA Vélez Sarsfield en van Los Pumas, het nationale Argentijns rugbyteam. 
Het stadion deed ook reeds meermaals dienst als locatie voor optredens. Queen was in 1981 op tournee en speelde in het Estadio José Amalfitani tijdens de The Game Tour. Shakira speelde in november 2006 tweemaal hier tijdens haar Oral Fixation Tour. Enkele leden van Queen kwamen in 2008 terug voor de Rock the Cosmos Tour.

## WK interlands
| № | Datum        | Wedstrijd           | Uitslag | Competitie                | Toeschouwers |
| - | ------------ | ------------------- | ------- | ------------------------- | ------------ |
| 1 | 3 juni 1978  | Oostenrijk – Spanje | 2 – 1   | WK 1978 1e Groepsfase (C) | 40.841       |
| 2 | 7 juni 1978  | Oostenrijk – Zweden | 1 – 0   | WK 1978 1e Groepsfase (C) | 41.424       |
| 3 | 11 juni 1978 | Spanje – Zweden     | 1 – 0   | WK 1978 1e Groepsfase (C) | 42.132       |

Estadio Monumental (Buenos Aires) · Estadio José Amalfitani (Buenos Aires) · Estadio Córdoba (Córdoba) · Estadio Mar del Plata (Mar del Plata) · Estadio Gigante de Arroyito (Rosario) · Estadio Mendoza (Mendoza)